# Halictophagus uhleri
Halictophagus uhleri är en insektsart som först beskrevs av Pierce 1909.  Halictophagus uhleri ingår i släktet Halictophagus och familjen kamvridvingar. Inga underarter finns listade i Catalogue of Life.